# Wingate & Finchley FC
Wingate & Finchley FC is een voetbalclub uit Engeland, die in 1991 is opgericht en afkomstig uit Finchley. De club speelt in de Isthmian Football League Premier Division.

## Erelijst
als een Wingate & Finchley
- Isthmian Football League Cup : 2010-2011
- London Senior Cup : 1994-1995, 2010-2011

als een Finchley FC
- Middlesex Senior Cup : 1928-1929, 1943-1944, 1951-1952
- London Senior Cup : 1932-1933, 1951-1952, 1952-1953 (gedeeld met Walthamstow Avenue)
- Middlesex Charity Cup : 1942-1943, 1950-1951
- Championship London League : 1936-1937
- London League Challenge Cup : 1934-1935
- London Intermediate Cup : 1932-1933
- Middlesex Intermediate Cup : 1932-1933
- Athenian League : 1953-1954

als een Wingate FC
- Herts County League Division One : 1984-1985

Billericay Town ·
Bognor Regis Town ·
Bowers & Pitsea ·
Canvey Island ·
Carshalton Athletic ·
Chatham Town ·
Cheshunt ·
Chichester City · 
Cray Valley Paper Mills · 
Cray Wanderers · 
Dartford · 
Dover Athletic · 
Dulwich Hamlet ·
Folkestone Invicta ·
Hashtag United ·
Hastings United ·
Hendon ·
Horsham ·
Lewes ·
Potters Bar Town ·
Whitehawk ·
Wingate & Finchley